# Igreja Matriz de Vila de Frades
A Igreja Matriz de Vila de Frades, Igreja Paroquial de Vila de Frades ou Igreja de São Cucufate, é um templo paroquial de excepcional envergadura de estilo barroco situado em Vila de Frades, no Município de Vidigueira.
A igreja matriz de Vila de Frades foi construída em 1707, data que se lê por cima do portal.